# Trekljanska reka
Trekljanska reka (bulgariska: Треклянска река) är ett vattendrag i Bulgarien.   Det ligger i regionen Pernik, i den västra delen av landet, 50 km sydväst om huvudstaden Sofia.
Omgivningarna runt Trekljanska reka är en mosaik av jordbruksmark och naturlig växtlighet. Runt Trekljanska reka är det ganska glesbefolkat, med 45 invånare per kvadratkilometer.